# Pierre Falcone
Pierre Falcone (nascido a 19 de Março de 1954 em Argel) é um empresário francês, Presidente do Pierson Capital Group, com atividade em desenvolvimento imobiliário, infrastruturas de transporte e serviços petrolíferos em África, na América Latina e na China.

## Origens, estudos, família
Pierre Falcone é filho de Pierre Sr Falcone, um empresário francês que criou a Papa Falcone, uma empresa totalmente integrada na indústria de peixe na Argélia.
Tendo nascido na Argélia, Pierre Falcone e os seus pais foram viver para França quando ele tinha oito anos de idade. Os pais saíram da Argélia juntamente com outros cidadãos franceses quando o país optou pela independência, em 1962 (Independência da Argélia).
Pierre Falcone estudou Direito e Economia na Universidade de Aix-en-Provence (França), entre 1973 e 1975.

## Carreira internacional

### América Latina
Quando chegou ao Brasil, em 1977, com 23 anos, Pierre Falcone rapidamente iniciou a sua atividade comercial em produtos agrícolas.
Ao longo dos anos seguintes, desenvolveu uma vasta carteira de clientes e parceiros por toda a América do Sul, o que o levou constituir-se como representante de várias empresas francesas e chinesas em países como o Brasil ou o México.

### China
Pierre Falcone viajou para a China em 1988, onde viria mais tarde a instalar a sede da sua empresa Pierson Capital Asia.
Pierre Falcone iniciou as suas operações com a China em serviços de consultoria para empresas europeias líderes que procuraram estabelecer-se na China. Negociou a primeira licença de seguro concedida pela China a uma companhia ocidental, a gigante francesa AXA, bem como a intervenção da Aerospatiale na construção do primeiro satélite de comunicações chinês.

### África
Pierre Falcone tem participado em vários projetos de grande envergadura em todo o continente.
Em 1993, o governo de Angola enfrentava um movimento de guerrilha apoiado pela África do Sul, denominado UNITA. A UNITA era à época considerada uma organização democratica, de acordo com o Conselho de Segurança das Nações Unidas. Pierre Falcone financiou armas ao MPLA para lutar contra a UNITA, então vítima de ataque. Este financiamento foi alcançado através da futura produção de petróleo de Angola. A intervenção de Pierre Falcone contribuiu para manter o MPLA no poder em Angola.

## Pierson Capital Group
O grupo de Pierre Falcone investe em hotéis, desenvolvimentos imobiliários, projetos agrícolas e agro-industriais, petróleo, gás e sistemas de autenticação pessoal. Os principais projetos do Pierson Capital Group - incluem:
- A autoestrada Oriente/Ocidente da Tunísia a Marrocos
- O Projeto de habitação social em Angola[3] e Venezuela (20.000 apartamentos)

O Pierson Capital Group tem mais de 2600 funcionários e três sedes principais em Pequim (China), Luanda (Angola) e Cidade do México (México).

## Vida privada
Pierre Falcone é casado com a antiga Miss Bolívia e artista Sonia Falcone, com quem tem três filhos.